# Unleash the Archers
Unleash the Archers est un groupe de power metal canadien, formé à Victoria et basé à Vancouver. Il est actuellement sous le label Napalm Records. Son style musical est un mélange de heavy metal traditionnel, de power metal et de metal mélodique,.

## Biographie

### Débuts
Unleash The Archers est formé courant fin 2007 par la chanteuse Brittney Hayes (surnommée Slayes), par le batteur Scott Buchanan ainsi que par l'ancien membre Brayden Dyczkowski à la guitare - avec qui Scott avait déjà joué auparavant pour un projet indépendant de death metal. L'ancien membre Mike Selman rejoint Unleash the Archers après son départ du groupe de death metal canadien Meatlocker Seven. La place de bassiste reste vacante durant les premiers mois d'activité du groupe, jusqu'à ce que Zahk Hedstrom le rejoigne en octobre 2007, pour compléter la formation. Fin 2008, le groupe enregistre une démo éponyme de quatre titres, dont deux chansons seront réenregistrées pour le premier album studio.

### Behold The Devastation
Le premier album studio est enregistré avec l'aide de Jason Hywell Martin à l'Omega Mediacore Studios à Richmond (Colombie-Britannique) et paraît de manière indépendante en août 2009. Il s'agit de l'unique album enregistré par la formation d'origine,.

### Demons of the AstroWaste
Le deuxième album du groupe est enregistré par Nick Engwer et Stu McKillop au Hive Soundlab à Burnaby (Colombie-Britannique) et est republié indépendamment en mai 2011. Cet album comporte deux solos de Grant Truesdell, qui deviendra le nouveau joueur de guitare du groupe plus tard la même année, après le départ de Mike Selman, qui a lieu avant l’enregistrement de l'album. Demons of The AstroWaste est un album-concept portant sur les exploits d'un mercenaire de l'espace, l'action se déroulant dans le futur,.

### Defy the Skies
Defy the Skies est un EP de trois chansons uniquement publié au format vinyle 7 pouces. Une quatrième chanson, Arise, était initialement prévue en bonus pour ceux qui avaient précommandé l'EP, mais elle a été rendue uniquement disponible au format numérique sur la page Bandcamp du groupe. Cet album marque également le départ du bassiste d'origine, Zahk Hedstrom.

### Time Stands Still
En février 2015, le groupe signe chez le label Napalm Records. Peu après, le titre, la liste des pistes et la date de sortie du nouvel album, Time Stands Still, sont annoncés. Sa date de sortie est prévue pour le 26 juin 2015 en Europe, et pour le 10 juillet 2015 en Amérique du Nord. La sortie de l'album était à l'origine prévue pour la fin de l'été ou le début de l'automne 2014, mais est repoussée après que le groupe eut signé chez Napalm Records. Cet album est le premier sans Brayden Dyczkowski, qui quitte le groupe fin 2013. Il aura été jusqu'alors l'un des principaux compositeurs du groupe. Son départ change le genre musical du groupe, qui se tourne désormais vers un son plus axé sur le heavy metal traditionnel, accentué par l'arrivée d'Andrew Kingsley à la guitare.
Le 26 mai 2015, le groupe publie la vidéo Tonight We Ride, inspirée du film Mad Max : Au-delà du dôme du tonnerre. La vidéo est tournée dans le désert du Nevada et on y utilise le matériel du camp de la Death Guild Thunderdome durant le Burning Man.
Le 6 décembre 2021, on annonce que le bassiste Nick Miller, qui collaborait avec le groupe depuis 2018, est maintenant officiellement membre.

## Discographie

### EP
- 2012 : Defy the Skies (Spread the Metal Records)

### Démos
- 2008 : Unleash the Archers (Indépendant)
- 2014 : Dreamcrusher (Indépendant)

### Vidéographie/singles
- 2011 : Dawn of Ages[15] (de l'album Demons of the AstroWaste)
- 2012 : General of the Dark Army[16] (de l'album Demons of the AstroWaste)
- 2015 : Tonight We Ride[17] (de l'album Time Stands Still)
- 2015 : Test Your Metal[18] (de l'album Time Stands Still)
- 2017 : Cleanse The Bloodline[19] (de l'album Apex)

## Membres

### Membres actuels
- Brittney Slayes - chant clair (depuis 2007)[20]
- Scott Buchanan - batterie (depuis 2007)
- Grant Truesdell - guitare, screaming (depuis 2011)
- Andrew Kingsley - guitare, chant clair (depuis 2013)
- Nick Miller - basse (depuis 2018)

### Anciens membres
- Mike Selman - guitare (2007-2011)
- Zahk Hedstrom - basse (2007-2012)
- Brad Kennedy -  basse (2012-2013)
- Brayden Dyczkowski - guitare, screaming (2007-2013)
- Kyle Sheppard - basse (2014–2016)
- Nikko Whitworth - basse (2016-2018)

## Distinctions
Le groupe est classé au sixième rang des Readers Choice Awards du magazine Exclaim, dans la catégorie « meilleurs albums de metal de 2009 »